# Some Mother's Son
Pour plus de détails, voir Fiche technique et Distribution.
Some Mother's Son est un film irlandais réalisé par Terry George, sorti en 1996.

## Fiche technique
- Titre : Some Mother's Son
- Réalisation : Terry George
- Scénario : Terry George et Jim Sheridan
- Directeur de la photographie : Geoffrey Simpson
- Musique : Bill Whelan
- Pays d'origine : Irlande
- Genre : drame
- Date de sortie : 1996

## Distribution
- Helen Mirren : Kathleen Quigley
- Fionnula Flanagan : Annie Higgins
- Aidan Gillen : Gerard Quigley
- David O'Hara : Frank Higgins
- John Lynch : Bobby Sands
- Tom Hollander : Farnsworth
- Tim Woodward : Harrington
- Ciarán Hinds : Danny Boyle
- Geraldine O'Rawe : Alice Quigley
- Gerard McSorley : Fr. Daly
- Dan Gordon (en) : Inspecteur McPeake
- Grainne Delany : Theresa Higgins
- Ciarán Fitzgerald : Liam Quigley
- Peter Howitt : SAS Leader
- John Kavanagh : Cardinal
- Sean Lawlor : Platoon Leader